# Agenamyia exotica
Agenamyia exotica är en tvåvingeart som beskrevs av Barros de Carvalho och Márcia Souto Couri 1992. Agenamyia exotica ingår i släktet Agenamyia och familjen husflugor.
Artens utbredningsområde är Panama. Inga underarter finns listade i Catalogue of Life.